# Edvin Kunze Nahlin
Edvin Karl Kunze Nahlin, tidigare Nahlin, född 10 oktober 1983 i Härlanda församling, Göteborgs och Bohus län, är en svensk kompositör och musiker.

## Diskografi
- 2007 – Markendeya

## Filmmusik
- 2022 – Vuxna människor (TV-serie)
- 2023 – Historien om Sverige (dokumentärserie) (TV-serie)
- 2023 – Trolltider – legenden om bergatrollet (TV-serie)

## Skådespelare
- Detektiven från Beledweyne